# كيو يامادا
كيو يامادا (باليابانية: 山田 葵士) (مواليد 22 يناير 2000) هو لاعب كرة قدم ياباني.

## وصلات خارجية
- كيو يامادا على موقع رابطة كرة القدم اليابانية للمحترفين (اليابانية)
- كيو يامادا على موقع Soccerway.com (الإنجليزية)
- كيو يامادا على موقع عالم كرة القدم.نت (الإنجليزية)